# Galerie Gerd Rosen
Die Galerie Gerd Rosen, häufig nur als Galerie Rosen bezeichnet, war eine von 1945 bis 1962 in Berlin bestehende Kunstgalerie der Moderne, der avantgardistischen Kunst des 20. Jahrhunderts, und gilt als erste Nachkriegsgalerie Deutschlands.

## Gründung

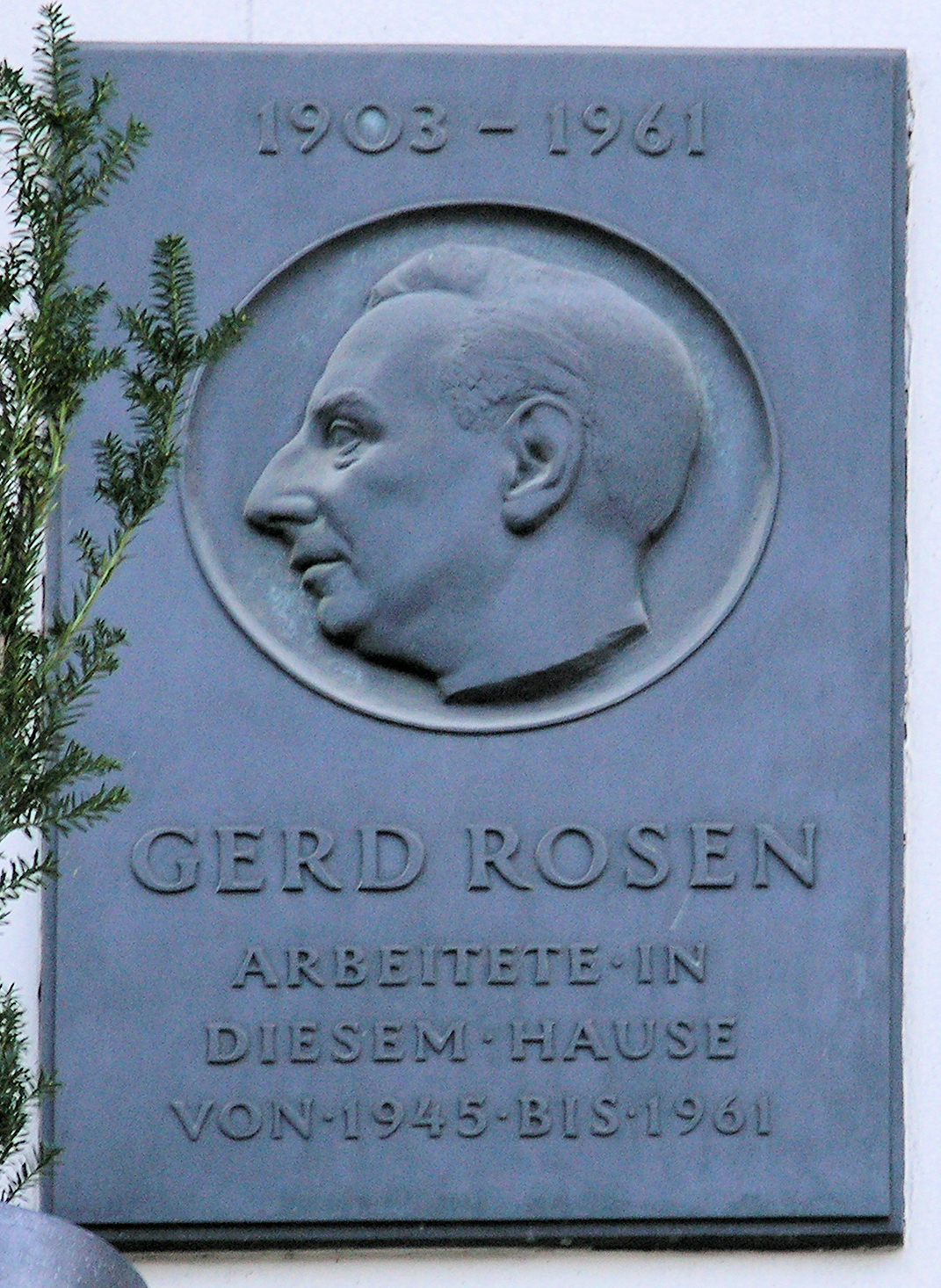
Gerd Rosen auf einer Gedenktafel am Kurfürstendamm 215

Die Galerie wurde von dem Buchhändler Gerd Rosen, dem Kaufmann und Kunstsammler Max Leon Flemming und dem Maler Heinz Trökes, gegründet. Am Aufbau war auch Ilse-Margret Vogel beteiligt. Sie eröffnete offiziell am 9. August 1945 am Kurfürstendamm 215 in Berlin-Charlottenburg, zwischen Uhland- und Fasanenstraße, mit einer Ausstellung von Künstlern, die noch kurz zuvor als „entartet“ gegolten hatten.

## Gerd Rosen
Gerd Rosen (* 17. August 1903 in Berlin; † 10. Dezember 1961 in Berlin), jüdischer Herkunft, hatte in Berlin die Universität besucht und eine Buchhändlerlehre in der Buchhandlung Wasmuth gemacht. 1923 ging er als Nachfolger des Antiquars Helmuth Domizlaff nach Zürich, kam aber 1925 nach Berlin zurück, um Leiter des Buchantiquariats Hans Wertheim im Kaufhaus Wertheim zu werden. Hier lernten sich Rosen und Flemming kennen. Im Zuge der Arisierung des Kaufhauses verlor auch Gerd Rosen seine Stelle: da er nicht im Antiquariat verbleiben konnte, versetzte man ihn in die China-Abteilung. Daraufhin ging er 1933 mit seiner Familie nach Wien und fand Beschäftigung in dem 1932 gegründeten Antiquariat von Hans Peter Kraus, jedoch nur bis 1938, da dieser inhaftiert wurde.
Er erhielt die Konzession zur Führung eines Antiquariates in Deutschland, zeitgleich aber auch die Einreisegenehmigung für die USA. Auf Wunsch seiner Frau blieben sie in Deutschland. Zu Ende des „Großdeutschen Reiches“ konnte er die Lagerbestände des Wiener Kunst- und Antiquariatsbuchhändlers Christian M. Nebehay aufkaufen und musste bis Kriegsende seinen Lebensunterhalt mit privatem Buch- und Kunsthandel verdienen.
Da Gerd Rosen in erster Linie Buchhändler war, holte er sich im Besonderen Rat für die Galerieausstellungen bei Flemming. Erster künstlerischer Leiter wurde bis 1946 Heinz Trökes, ihm folgte bis 1947 der Bildhauer Hans Uhlmann, dem schließlich bis Sommer 1948 Rudolf Springer folgte, der sich im Dezember 1948 mit seiner Galerie Springer selbstständig machte, sowie von 1948 bis 1951 der Künstler Wolfgang Frankenstein.

## Erste Jahre
In kürzester Zeit avancierte die Galerie zum Zentrum der Berliner Kunst-Avantgarde. Hier stellten Künstler aus, die bis vor kurzem mit Malverbot belegt und deren Bilder aus Ausstellungen und Museen entfernt und teilweise vernichtet worden waren.
Das Programm der Galerie fasste Heinz Trökes zusammen: „Das einzige Konzept, das wir hatten, war, keine Nazis auszustellen“.
Zu den Künstlern der Galerie zählten Heinz Trökes, Werner Heldt, Paul Strecker, Juro Kubicek, Hans Thiemann, Mac Zimmermann, Alexander Camaro, Otto Hofmann, Curt Lahs, Jeanne Mammen, Wolfgang Frankenstein, Herbert Spangenberg und Hannah Höch. Dazu wurden Arbeiten der Bildhauer Karl Hartung, Bernhard Heiliger, Hans Uhlmann und Louise Stomps gezeigt.
Um deutlich zu machen, dass diese Berliner Avantgarde-Künstler in einer künstlerischen Tradition stehen, wurden Einzelausstellungen mit Gruppenschauen abgewechselt, in denen den Galeriebesuchern die Französische Moderne mit Pablo Picasso, Henri Matisse, Georges Braque, oder Expressionisten wie Ernst Ludwig Kirchner und Emil Nolde sowie Arbeiten weiterer avantgardistischer Künstler wie Paul Klee, Alexej von Jawlensky, Fernand Léger, Raoul Hausmann oder Marc Chagall gezeigt wurden.
Dem durch zwölf Jahre Naziherrschaft ausgehungerten kunstinteressierten Publikum wurden Vorträge zu Kunstströmungen und Eröffnungsansprachen zur jeweiligen Ausstellung u. a. von Edwin Redslob, Heinz Trökes, Hannah Höch und Werner Heldt vorgetragen. Bei diesen Anlässen war die Galerie stets überfüllt, hatte es bis dahin ja nur die von den Nazis gleichgeschaltete Kunst gegeben und so schlossen sich an diese Vorträge ausgiebige Diskussionen an.
1948 erfolgte eine Sezession der Künstler Hartung, Mammen, Thiemann, Trökes, Uhlmann und Zimmermann, die im Herbst des Jahres unter dem Namen Zone 5 nur einmalig in der Galerie Franz, Kaiserallee 214 ausstellten. Der Name der Künstlergruppe, der von Heinz Trökes erfunden war, bezog sich auf die vier Sektoren des damaligen Berlins, um der erneut beginnenden politischen Vereinnahmung der Kunst eine Absage zu erteilen.

## Nach 1948
Die wichtigste Zeit der Galerie Rosen dauerte bis 1948 am Kurfürstendamm. 1949 erfolgte der Umzug in die Hardenbergstraße 7. Auch wenn noch bedeutende Ausstellungen bis 1950 veranstaltet wurden, war der kommende Kalte Krieg und die aufkommende Spaltung Berlins in Ost und West mit der damit verbundenen Ideologisierung der modernen Kunst der Galerie abträglich. Ab 1948 und der Berliner Blockade stand die Galerie Rosen vor dem Bankrott. Wolfgang Frankenstein bemühte sich, noch weiter das Interesse an der Modernen Kunst aufrechtzuerhalten, doch rückte mehr und mehr das geschäftliche Interesse am Antiquariat und an Buchauktionen in den Vordergrund. Mit den Buch- und Kunstauktionen erfuhr die Galerie eine weit über Berlin hinausreichende Resonanz.
Ein Jahr nach Gerd Rosens Tod im Jahr 1961 wurden die Galerie und das Antiquariat endgültig geschlossen, nachdem kurzzeitig seine Witwe die Geschäftsführung des Unternehmens übernommen hatte. Ein bedeutender Anteil der Mitarbeiter setzte seine Tätigkeit in der Galerie von Gerda Bassenge fort, die als ehemalige Mitarbeiterin von Gerd Rosen schon bald nach dessen Tod ein eigenes Unternehmen gegründet hatte. Ihre Galerie Bassenge konnte sich über die Jahrzehnte zu einem der bis heute bedeutendsten und traditionsreichsten Auktionshäuser Deutschlands entwickeln.

## Ausstellungen (Auswahl)
Siehe Markus Krause: Galerie Gerd Rosen. Berlin 1995, S. 153–160 (Ausstellungsverzeichnis der Galerie Gerd Rosen 1945–1950)
1945
- Ausstellung junger Kunst (Jürgen Eggert, Wladimir Lindenberg, Heinz Trökes)[5]
- Moderne Graphik (Kollektivausstellung mit Bernhard Klein, Erich Krause, Juro Kubicek, Helmut Pelzer Hans Thiemann)[6]
- Plastik und Bildhauerzeichnungen (Kollektivausstellung mit Paul Dierkes, Karl Hartung, Gottfried Kappen, Gustav Seitz, Renée Sintenis, Louise Stomps, Christian Theunert, Hans Uhlmann)[6]
- Hans Uhlmann (Einzelausstellung)[7]
- Curt Lahs (Kollektivausstellung)
- August Macke – Hermann Blumenthal, Gedächtnisausstellung[6]

1946
- Paul Strecker, Ausstellung neuer Arbeiten (mit Ausstellungsheft)
- Fantasten-Ausstellung (mit Stephen Alexander, Hannah Höch, Hans Thiemann, Heinz Trökes[5], Hans Uhlmann, Mac Zimmermann. Mit Ausstellungsheft, Text Albert Buesche)[8][6][9][10]
- Rückblick und Vorschau. 1 Jahr Galerie Gerd Rosen (mit Louise Stomps, Karl Hartung, Heinz Trökes[5])
- Plastik und Grafik Karl Hartung (Einzelausstellung)
- Willi Baumeister, Alexander Camaro, Ernst Geitlinger, Karl Hartung, Jeanne Mammen, Paul Strecker, Heinz Trökes, Mac Zimmermann, und andere[11]
- Bernhard Heiliger
- Werner Heldt (Einzelausstellung)[7]

1947
- Jeanne Mammen (Einzelausstellung mit Ausstellungsheft)[12]
- Otto Hofmann (Einzelausstellung mit Ausstellungsheft)
- Negerplastik (mit Katalog, Text von Gerd Kutscher)
- Hans Kuhn (Einzelausstellung)[13]
- Hans Uhlmann (Einzelausstellung)[7]
- Herbert Spangenberg – Wilhelm Haerlin – Herbert Mhe
- 2. Jahresschau Künstlerkreis Gerd Rosen (mit Heinz Trökes[5], Juro Kubicek, Karl Hartung, Herbert Spangenberg)
- Jan Bontjes van Beek

1948
- Kinderzeichnungen (mit Ausstellungsheft)
- Karneval bei Rosen (mit Heinz Trökes)[5]
- Karl Hartung, Plastik und Grafik (Einzelausstellung, mit Ausstellungsheft)
- Gerhard Moll, Bilder und Zeichnungen (mit Ausstellungsheft)[14]
- Woty Werner (mit Ausstellungsheft)
- Sommerausstellung Künstlerkreis der Galerie Gerd Rosen (mit Heinz Trökes)[5]

 1949
Umzug in die Hardenbergstraße 7, 3. Stock, und Unterbrechung der Galerietätigkeit von Januar bis März 1949. Zusätzlich wurde am Kurfürstendamm 215 das Graphische Kabinett mit eigenen Ausstellungen eingerichtet. Ausstellungen in der Hardenbergstraße 7:
- Wolfgang Frankenstein, Aquarelle, Ölbilder, Zeichnungen (Einzelausstellung mit Ausstellungsheft)
- Woty Werner, Bildwebereien (Einzelausstellung mit Ausstellungsheft)
- Max Ackermann (Einzelausstellung mit Ausstellungsheft)

1950
- Karl Otto Götz, Anneliese Hager (mit Ausstellungsheft)

1955
- Imre Reiner (Kollektivausstellung)

1956
- Rudolf Kügler (Einzelausstellung)
- Gerhart Schreiter (Sonderausstellung)

1958
- Martin Bloch (Gedächtnis-Ausstellung. Ölgemälde, Zeichnungen)

- Rudolf Kügler (Einzelausstellung)
- Karl Oppermann[15]

1959, 1960, 1962
- Dietmar Lemcke (Einzelausstellungen)[16]

## Gedächtnisausstellung 1995
Anlässlich des Erscheinens einer Monografie über die Galerie Rosen 1995 organisierten Markus Krause und der Inhaber der Galerie Pels-Leusden Berlin, Bernd Schultz, vom 1. September bis 14. September 1995 in der Galerie Pels-Leusden eine Jubiläumsausstellung unter dem Titel: Galerie Gerd Rosen : Die Avantgarde in Berlin 1945–1950, in der noch einmal alle Künstler Rosen's mit über einhundert Werken aus der Zeit vertreten waren, zum Teil mit privaten Leihgaben.

## Gedenktafel
1986 wurde zum Gedenken an Gerd Rosen, dem Gründer der ersten Nachkriegsgalerie am Kurfürstendamm 215 eine bronzene Gedenktafel enthüllt.